# Richard Kleindienst
Richard Gordon Kleindienst (5 de agosto de 1923 - 3 de febrero de 2000) fue un abogado, político y fiscal general estadounidense durante las primeras etapas del escándalo político de Watergate. Renunció a su cargo en desgracia por su participación en el encubrimiento de Watergate.

## Primeros años y carrera
Kleindienst nació el 5 de agosto de 1923 en Winslow, Arizona, hijo de Gladys (Love) y Alfred R. Kleindienst. Asistió a la Universidad de Arizona antes de servir en las Fuerzas Aéreas del Ejército de los Estados Unidos de 1943 a 1946. Después de su servicio militar, asistió a Harvard College y a la Facultad de Derecho de Harvard, graduándose de esta última en 1950.
De 1953 a 1954 sirvió en la Cámara de Representantes de Arizona ; después ejerció durante unos 15 años la abogacía privada. Fue presidente del Partido Republicano de Arizona entre 1956 y 1960 y entre 1961 y 1963, y en las elecciones para gobernador de Arizona de 1964, candidato republicano a gobernador de Arizona, perdiendo las elecciones generales ante Sam Goddard por un 53-47%.

## Papel en la campaña de Goldwater
El 3 de enero de 1964, Barry Goldwater le pidió a su amigo Kleindienst que sirviera como Director de Operaciones en su campaña presidencial. Goldwater estipuló que sólo respondería al movimiento "borrador de Goldwater" si la campaña era liderada por tres republicanos cercanos a él: Kleindienst, Denison Kitchel como director de campaña y Dean Burch como director de campaña adjunto.
Kleindienst nunca había trabajado en una campaña nacional. Los expertos políticos dijeron a Goldwater que F. Clifton White, un experimentado agente del Partido Republicano, sería una mejor opción. Goldwater rechazó este cambio, pero aceptó que Kleindienst y White compartieran el rol.

## Administración de Nixon

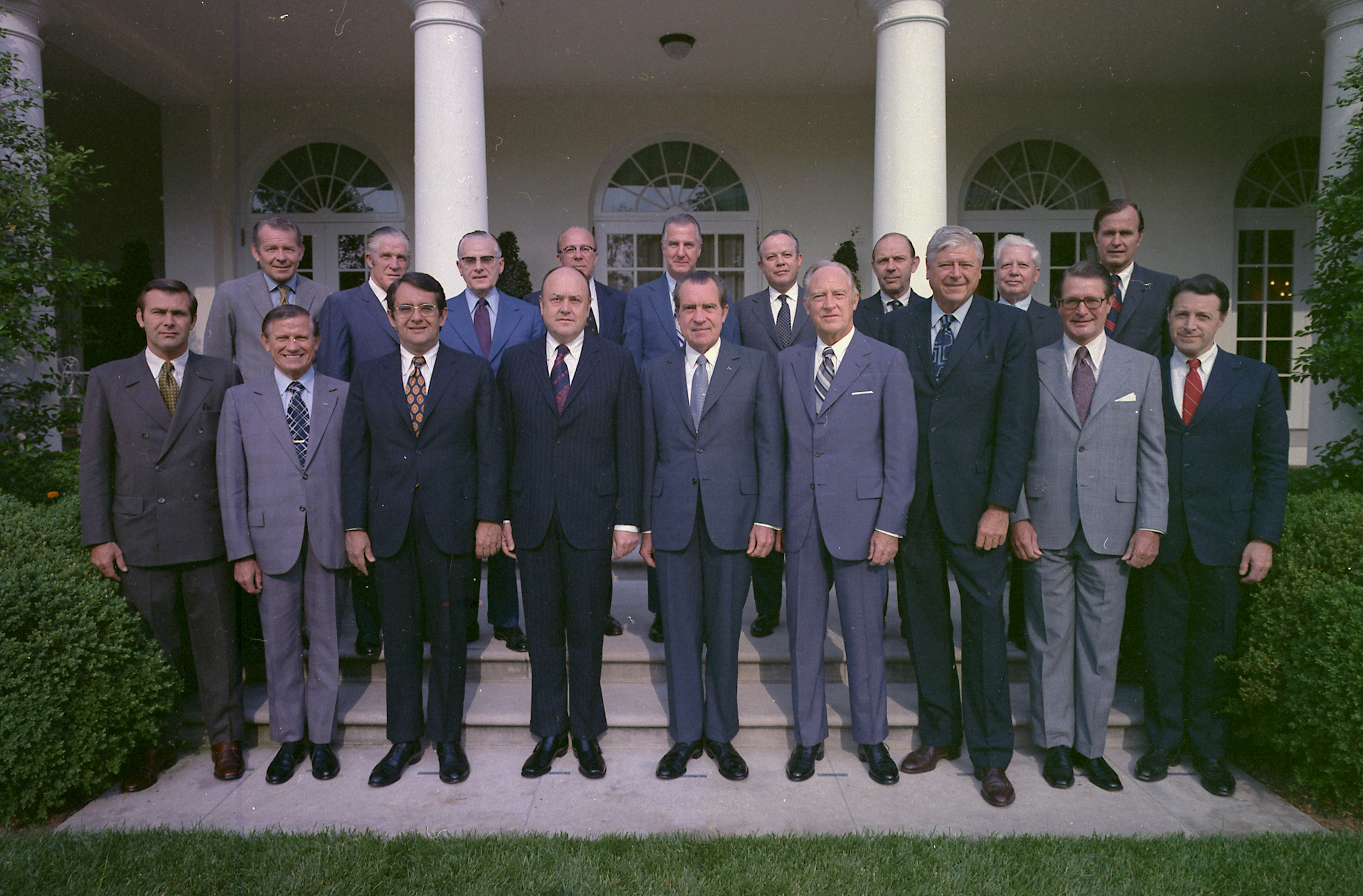
Kleindienst en una foto grupal del gabinete de Nixon el 16 de junio de 1972, cuarto desde la derecha en la última fila.

Después de que Richard Nixon ganara las elecciones presidenciales de 1968, John N. Mitchell aceptó desempeñarse como Fiscal General de los Estados Unidos con la condición de que Kleindienst desempeñara el cargo de Fiscal General Adjunto. Kleindienst suspendió su práctica privada en 1969 para aceptar el puesto de Fiscal General Adjunto que le ofreció el presidente Nixon. Esto le dio responsabilidades relacionadas con la demanda del gobierno contra la International Telephone & Telegraph Corporation. Nixon y su asistente John Ehrlichman le dijeron que abandonara el caso, lo que creó la impresión de que estaban violando sus obligaciones éticas a favor de ITT y que, como abogado, Kleindienst ahora estaba obligado a informar estas faltas éticas a los colegios de abogados estatales en las jurisdicciones involucradas. Pero en su papel oficial como fiscal general adjunto, también le dijo repetidamente al Congreso que nadie había interferido en el manejo del caso por parte de su departamento, y no mencionó ni a Nixon ni a Ehrlichman.
El 15 de febrero de 1972, el Fiscal General Mitchell renunció a su cargo a partir del 1 de marzo para trabajar en la campaña de reelección de Nixon, y el presidente Nixon nominó a Kleindienst para que fuera su sucesor. Después de haber servido como Fiscal General interino por poco menos de tres meses y medio, su nombramiento fue aprobado por el Senado el 12 de junio luego de que fracasara un intento de bloquear la nominación de Ted Kennedy con el argumento de su participación en ITT.
Sin que Kleindienst lo supiera, los líderes del Comité para la Reelección del Presidente (CRP) habían encargado a Gordon Liddy organizar varias operaciones encubiertas, una de las cuales iba a ser un robo en la sede del Comité Nacional Demócrata en el complejo Watergate en Washington D. C. Antes del amanecer del sábado 17 de junio de 1972, cinco días después de que Kleindienst prestara juramento,  James McCord y otros cuatro ladrones que operaban siguiendo instrucciones de Liddy fueron arrestados en el complejo Watergate. Más tarde por la mañana, Kleindienst fue informado oficialmente de las detenciones. Liddy, después de una consulta telefónica sobre los arrestos con el subdirector del CRP Jeb Magruder (que había dirigido el CRP hasta marzo de ese año y tenía la autoridad organizativa más directa sobre las actividades de Liddy), se acercó personalmente a Kleindienst el mismo día en el club de golf Burning Tree Club en Bethesda, Maryland. Liddy le dijo que el robo se había originado dentro de CRP y que Mitchell quería que Kleindienst organizara la liberación de los ladrones para reducir el riesgo de que se expusiera la participación de CRP. Pero Kleindienst se negó y ordenó que la investigación del robo de Watergate continuara como cualquier otro caso. Kleindienst, el principal funcionario encargado de hacer cumplir la ley en Estados Unidos, no compartió con los investigadores del FBI ni con el fiscal de su departamento la confesión de Liddy sobre su propia participación ni la afirmación de Liddy de que Mitchell estaba tratando de obstruir la justicia.
Kleindienst finalmente dimitió en medio del escándalo de Watergate casi un año después, el 30 de abril de 1973. Este fue el mismo día en que John Dean fue despedido y HR Haldeman y John Ehrlichman renunciaron. En 1974, se declaró culpable de desacato al Congreso por no haber testificado plenamente ante el Senado en una investigación previa a Watergate, que implicaba un supuesto favoritismo demostrado hacia ITT durante su testimonio como parte de sus audiencias de confirmación en el Senado.  Kleindienst fue una de las pocas personas en la historia moderna de Estados Unidos en ser condenada por desacato al Congreso; G. Gordon Liddy, otra figura en el escándalo de Watergate, también fue condenado en la década de 1970.
En abril de 1982, la Corte Suprema de Arizona suspendió por unanimidad a Kleindienst del ejercicio de la abogacía durante un año debido a su conducta poco ética, aceptando una recomendación disciplinaria del colegio de abogados del estado. La suspensión se debió a las declaraciones que hizo a un investigador del colegio de abogados que investigaba la representación de Kleindienst en un caso de fraude a una compañía de seguros en 1976.  En octubre de 1982, la Corte Suprema de Estados Unidos, por votación unánime, inhabilitó a Kleindienst, impidiéndole ejercer ante el tribunal más alto.

## Vida posterior
En 1981, Kleindienst fue acusado de perjurio por lo mucho que sabía sobre un delincuente de cuello blanco al que representaba; posteriormente fue absuelto.
Murió a la edad de 76 años, de cáncer de pulmón, el 3 de febrero de 2000.